# Abajo Mountains
Abajo Mountains – wulkaniczne pasmo górskie na Wyżynie Kolorado, położone w hrabstwie San Juan w południowo-wschodnim Utah w Stanach Zjednoczonych. Najwyższym szczytem tych gór jest Abajo Peak o wysokości 3463 m n.p.m. Pasmo składa się z ośmiu szczytów i jest objęte ochroną w ramach lasu narodowego Manti-LaSal National Forest.
Gęsto zalesione pasmo górskie jest lokalnie nazywane "Blue Mountains" ze względu na swój wygląd. Głównymi gałęziami gospodarki w tym regionie są górnictwo i przemysł drzewny. Góry te przyciągają wielu turystów zainteresowanych polowaniami sportowymi oraz pieszymi wędrówkami. Nazwa gór pochodzi z języka hiszpańskiego i oznacza "niskie góry", co odnosi się do łagodnego nachylenia gór, przez co nie sprawiają one wrażenia tak wysokich, jak są w rzeczywistości.